# Hand of Kindness
Hand of Kindness är ett musikalbum av Richard Thompson som utgavs 1983 på Joe Boyds skivbolag Hannibal Records. Boyd producerade även albumet. Det var bortsett från instrumentalalbumet Strict Tempo! från 1981 Thompsons andra studioalbum som soloartist och fick ett betydligt bättre mottagande än det första, Henry the Human Fly. Albumet blev framröstat som det åttonde bästa i 1983 års Pazz & Jop-lista. Skivan har också en betydligt mer positiv ton än Shoot Out the Lights som utgavs året innan och var det sista han spelade in med dåvarande frun Linda Thompson.

## Låtlista
(alla låtar komponerade av Richard Thompson)
1. "Tear-Stained Letter" - 4:42
2. "How I Wanted To" - 5:12
3. "Both Ends Burning" - 3:51
4. "A Poisoned Heart and a Twisted Memory" - 5:25
5. "The Wrong Heartbeat" - 3:15
6. "Hand of Kindness" - 6:03
7. "Devonside" - 4:46
8. "Two Left Feet" - 3:53

## Listplaceringar
- Billboard 200, USA: #183[2]
- Topplistan, Sverige: #40[3]